# Raggruppamento delle Sinistre Repubblicane
Il Raggruppamento delle Sinistre Repubblicane (in francese: Rassemblement des gauches républicaines, RGR) è stato un partito politico francese, nato come coalizione nel 1945, costituitosi ufficialmente il 9 aprile 1946 dalla confluenza di diversi partiti:
- il Partito Radical-Socialista (PRRRS), guidato da Édouard Herriot;[10]
- l'Unione Democratica e Socialista della Resistenza (UDSR), guidata da René Pleven;[11]
- l'Alleanza Democratica (AD), guidata da Paul Reynaud;[6]
- il Partito Repubblicano Sociale della Riconciliazione Francese (PRSRF), guidato da François de La Rocque;[6]
- il Partito Socialista Democratico (PSD), guidato da Paul Faure;[6]
- esponenti del centro-destra liberale e democratico-cristiano della Terza Repubblica.[6]

Le prime due formazioni erano sostanzialmente autonome, mentre le altre erano parte integrante del nuovo partito che costituiva, nonostante il nome, l'ala laica e moderata della destra durante la Quarta Repubblica francese.

## Storia
Nato come patto d'intesa tra radical-socialisti (PRRRS) e demo-socialisti (UDSR) per rafforzare i rispettivi partiti, minati dal sistema proporzionale vigente durante la Quarta Repubblica, ben presto il RGR inglobò anche partiti minori, residui della Terza Repubblica e fuoriusciti dalla SFIO, vista come troppo vicina al PCF. L'operazione ebbe successo, consentendo ai radicali di mantenere lo status di "partito pivot" alla caduta del tripartismo tra SFIO, PCF e MRP, garantendo la prosecuzione di esecutivi centristi e anticomunisti all'insegna della cosiddetta "Terza Forza".
Nonostante il nome, infatti, il RGR si caratterizzava come un partito unito più che altro dalla necessità di contrastare il comunismo e garantire un certo liberismo, e pertanto venne visto dal ceto imprenditoriale come il partito di riferimento per i loro interessi. Ciò era dovuto al fatto che l'altra formazione di destra, il Partito Repubblicano della Libertà (PRL), era visto più che altro come un'inconsapevole rappresentante degli ex-esponenti del regime di Vichy. Fu solo quando il PRL e il Parti paysan d'union sociale formarono il Centro Nazionale degli Indipendenti e dei Contadini (CNIP) nel 1951 che l'elettorato medio-alto (oltre a diversi esponenti del RGR) si spostò verso quella formazione, causando un certo declino di supporto finanziario per il RGR.
Le divisioni dentro la corrente maggioritaria radical-socialista, divisa tra i moderati di Edgar Faure e la sinistra di Pierre Mendès France, portò nel 1956 alla fuoriuscita di quest'ultimo e della maggioranza dei radical dal RGR, per formare il Fronte Repubblicano con la SFIO. La divisione penalizzò entrambe le forze, ma fu principalmente il RGR a perdere la maggioranza dei seggi, crollando da 90 a 14 seggi su 595 e solo 3,8% di voti. Dopo la disfatta elettorale, il partito guidato da Faure ritrovò l'intesa con i radicali in funzione anti-gollista durante le elezioni del 1958, dove ottenne 7,7% dei voti e 35 dei 576 seggi disponibili. Constatato il fallimento della formula di centro-destra quarto-repubblicana, ormai spiazzata da quella gollista e conservatrice della Quinta Repubblica, il RGR si sciolse e la maggioranza dei suoi membri confluì nel PRRRS, salvo una minoranza che preferì schierarsi con Charles de Gaulle ed il suo progetto di riforma istituzionale.

## Struttura
Oltre a contare sulle singoli organizzazioni dei partiti aderenti, il RGR poteva contare su una presidenza comune, guidata dalla componente maggioritaria radical-socialista, e su organizzazioni associative come l'ala femminile (Rassemblement des femmes républicaines, RFR) e quella giovanile (Assemblée des jeunes RGR, AJRGR).

### Presidenti
- 1945–1946: Édouard Herriot
- 1946–1947: Marcel-François Astier
- 1947–1948: Gabriel Cudenet
- 1948–1950: Jean-Paul David
- 1950–1955: Édouard Daladier
- 1955–1958: Edgar Faure

Altri membri di spicco furono gli ex-premier Henri Queuille e Félix Gaillard, Jean Médecin, René Mayer ed i giovani François Mitterrand e Jacques Chaban-Delmas.

## Risultati elettorali
| Elezione         | Voti      | %    | Seggi    |
| ---------------- | --------- | ---- | -------- |
| Costituente 1945 | 2 018 665 | 10,5 | 71 / 586 |
| Costituente 1946 | 2 299 963 | 11,6 | 52 / 586 |
| Legislative 1946 | 2 136 152 | 11,1 | 69 / 620 |
| Legislative 1951 | 1 887 583 | 10,0 | 90 / 627 |
| Legislative 1956 | 838 321   | 3,8  | 14 / 595 |
| Legislative 1958 | 1 398 409 | 7,7  | 35 / 576 |